# Ar 68
Az Arado Ar 68-as egy kétfedelű, együléses vadászgép volt, amit az 1930-as években a német Arado repülőgép tervező és építő vállalat tervezett és épített meg. A harci gép csekély mértékben részt vett a második világháborúban, még a háború kezdetén.

## Története
Az Ar 68 volt az utolsó kétfedelű vadászgép, amit a Harmadik birodalomban gyártottak le. A gép a He 51-et váltotta fel. A típus az utolsó generációs kétfedelű harci gépek mintapéldánya volt. Vonalvezetése tiszta, motorja  aránylag erősnek mondható, szabadonhordó, átmenő futóművel rendelkezik. Ezen tényezők ellenére csak 1938-ig teljesített első vonalbeli szolgálatot, amikor is az egyszárnyú, fejlett vadászrepülőgép, a Bf 109 váltotta le az Ar 68-ast. Amikor kitört a második világháború, a gépek közül több ideiglenes éjszakai vadász szolgálatra került, de a következő év, 1940 tavaszára már csak másodfokú kiképzésre használt iskolagép és vadász-gyakorlógépként funkcionált.

## Típusok
- Arado Ar 68E-1: Ebbe a típusba egy módosított Junkers motort szereltek be.
- Arado Ar 68F-1: Ez a típus 750 LE-s (559 kW) BMWVI V-motorral volt fölszerelve.

## Technikai adatok
- Motor: egy 690 LE-s (515 kW) Junkers Jumo 210Ea típusú, 12 hengeres V-motor
- Maximális sebesség: 335 km/h
- Emelkedőképesség: 6000 m-re 10 perc alatt
- Szolgálati csúcsmagasság: 8100 m
- Maximális hatótávolság: 415 km
- Szerkezeti tömeg: 1840 kg
- Maximális felszállótömeg: 2475 kg
- Fesztáv: 11,00 m
- Hossz: 9,50 m
- Magasság: 3,28 m
- Fegyverzet: Két db 7,92 mm-es, a törzsre és a pilótafülke elé mereven beépített géppuska, 60 kg-os bombateher külső felfüggesztésre

## Kapcsolódó szócikk
- Második világháborús vadászrepülőgép